# Oblast de Crimée
1945–1991
Entités précédentes :
- République socialiste soviétique autonome de Crimée

Entités suivantes :
- République socialiste soviétique autonome de Crimée

L’oblast de Crimée (en ukrainien : Кримська область, Krym’ska oblast’ ; en russe : Крымская область, Krimskaïa oblast’ ; en tatar de Crimée : Qırım vilâyeti) est une division territoriale et administrative, ou oblast, de l'Union soviétique. Sa capitale administrative était la ville de Simferopol.
L'oblast de Crimée fit d'abord partie de la république socialiste fédérative soviétique de Russie (1945-1954) puis de la république socialiste soviétique d'Ukraine (1954-1991).

## Histoire
L'oblast de Crimée fut créée le 30 juin 1945 et substituée à l'ancienne république socialiste soviétique autonome de Crimée, supprimée le même jour. Comme cette dernière, elle était d'abord une subdivision territoriale de la république socialiste fédérative soviétique de Russie. En 1948, Sébastopol, qui abritait la base navale de la Flotte de la mer Noire, fut détachée de l'oblast pour dépendre directement de la république socialiste fédérative soviétique de Russie. Cette situation perdura jusqu'en 1954, date à laquelle, à l'occasion du tricentenaire de la signature du traité de Pereïaslav, qui marque le rattachement de l'Ukraine à l'Empire russe, Nikita Khrouchtchev « offrit » cette oblast à la république socialiste soviétique d'Ukraine par un décret du Præsidium du Soviet suprême.
À la suite du référendum du 20 janvier 1991, l'oblast fut supprimée et la république socialiste soviétique autonome de Crimée rétablie par le Soviet suprême de la république socialiste soviétique d'Ukraine. Après la dislocation de l'Union soviétique, la Rada de Crimée proclama, le 12 février 1992, la république de Crimée, qui devint ultérieurement la république autonome de Crimée.

## Géographie
Le territoire de l'oblast de Crimée, qui s'étend sur 26 945 km2, correspond à celui de la péninsule de Crimée. L'isthme de Perekop le relie au continent et à l'oblast de Kherson, en Ukraine. L'oblast de Crimée est baignée par la mer Noire à l'ouest et au sud et par la mer d'Azov et le Syvach au nord-est. Elle est séparée de la péninsule de Taman, en Russie, par le détroit de Kertch à l'est. Il n'existe aucune continuité territoriale entre l'oblast et la RSFS de Russie.

## Population

### Démographie
Population de l'oblast suivant les résultats des recensements :
| 1959      | 1970      | 1979      | 1989      |
| --------- | --------- | --------- | --------- |
| 1 201 517 | 1 813 502 | 2 182 927 | 2 458 655 |

### Nationalités
Les Tatars de Crimée, qui représentaient 19,4 % de la population de la RSSA de Crimée, selon les chiffres officiels du recensement de 1939, furent accusés collectivement de collaboration avec l'Allemagne nazie à la fin de la Seconde Guerre mondiale et déportés en masse le 18 mai 1944, principalement vers la RSS d'Ouzbékistan, en Asie centrale. Cette déportation fit disparaître la cause même de l' « autonomie » de la RSSA de Crimée et explique son abaissement au statut d'oblast. Les Tatars de Crimée furent remplacés par des Russes et des Ukrainiens, qui représentaient respectivement 71,4 % et 22,3 % de la population de l'oblast en 1959. Un décret annula les accusations contre les Tatars de Crimée en 1967, mais aucune mesure concrète ne fut prise par les autorités soviétiques pour les indemniser ou faciliter leur retour en Crimée. Les recensements de 1979 et de 1989 font cependant apparaître un mouvement de retour des Tatars de Crimée vers l'oblast : ils représentaient alors respectivement 0,7 % et 1,6 % de la population totale.

### Villes principales
Population des principales villes de l'oblast, d'après les recensements de la population :
|            | 1959    | 1970    | 1979    | 1989    |
| ---------- | ------- | ------- | ------- | ------- |
| Sebastopol | 148 033 | 228 904 | 300 686 | 356 123 |
| Simferopol | 187 623 | 249 053 | 301 505 | 343 565 |
| Kertch     | 98 769  | 127 608 | 166 827 | 174 365 |
| Eupatoria  | 56 992  | 79 444  | 93 281  | 107 792 |
| Yalta      | 43 994  | 62 170  | 80 098  | 88 549  |
| Feodossia  | 46 327  | 64 938  | 76 402  | 83 912  |

## Source
- (ru) Grande Encyclopédie soviétique, 3e édition, article « Крымская область »